# Sherlock Holmes: The Awakened (2023)
Sherlock Holmes: The Awakened (укр. Шерлок Голмс: Пробуджений) — пригодницька відеогра розроблена та видана українською студією Frogwares. Це ремейк Sherlock Holmes: The Awakened (2007), що входить до серії «Пригоди Шерлока Холмса» та розповідає про першу велику справу Шерлока Голмса та доктора Джона Ватсона. The Awakened була анонсована в липні 2022 і вийшла 11 квітня 2023 року на платформах Microsoft Windows, PlayStation 4, PlayStation 5, XboxOne, Xbox Series і Nintendo Switch.
Розробники присвятили свою гру українському народу, що став жертвою російського геноциду. Звернення Frogwares до гравців, переведене на всі доступні локалізаційні мови: «24 лютого 2022 року наша Батьківщина, Україна, зазнала жорстокого вторгнення і була втягнута в повномасштабну війну. У квітні 2022 року ми розпочали розробку «Sherlock Holmes The Awakened». Ми присвячуємо цю гру всім воїнам, волонтерам, усім хто їм допомагає, та загалом всім людям, які на своїх плечах тримають нашу країну. Ця гра — це акт непокори проти хаосу й жахів, якими ворог намагається сповнити наші життя. Слава Україні!»

## Ігровий процес
Sherlock Holmes: The Awakened — це пригодницький детективний горор із видом у перспективі від третьої особи. Як і в попередній грі, Sherlock Holmes: Chapter One, події відбуваються у відкритому світі, за виключенням окремих сюжетних локацій. Механіка інвентаря майже нічим не відрізняється від попередніх ігор Frogwares — гравцям доступна «Записна книжка» Шерлока, де позначаються основні сюжетні та другорядні розслідування детектива, докази до них, а також покої мислення, де детектив формує уявну картину злочину і виносить обвинувачення на її основі. Що відрізняє The Awakened від попереднього проєкту студії, це відсутність механіки маскування, яка була однією з ключових у Chapter One. Вкладка з різноманітними костюмами доступними Шерлоку і Ватсону як і раніше розташована в інвентарі, але тепер це просто косметична функція.
Механіка пошуку зачіпок та доказів теж зазнала деяких змін: підслуховування чужих розмов і фотографування зникли, проте ретельний огляд місцин і людей задля збору доказів, допит свідків, вистежування по слідах та відтворення подій минулого — досі присутні у грі. Зібрані докази помарковані відповідно до того, що з ними слід зробити — обговорити з кимось, розпитати в перехожих, звірити інформацію в архіві, оглянути детективним зором або пошукати щось додаткове на локації. З'явилася нова механіка відмикання замків, яке тут обставлене у вигляді міні-гри, де гравцям треба власноруч вигнути «відмичку» так, щоб вона пасувала до замка. Також було додано плавання на човні та стріляння з рушниці.
Змін зазнали і покої мислення. У The Awakened окремо розділені предмети, спостереження й свідчення, тож гравці заздалегідь бачать, що потрібно співставити. На відміну від попередніх ігор Frogwares, у гравців завжди є тільки один правильний висновок, тут Шерлок не має права на помилку. У The Awakened з'явилися сцени, де гравцю передається управління за Ватсона, що фактично є обрізаними версіями звичних детективних справ.

## Розробка
У своєму інтерв'ю для Wccftech продюсер гри Сергій Оганесян розказав, що команда багато думала про те, «чому і як вони будуть робити цей ремейк». Він сказав, що Frogwares вирішили взятися за The Awakened з кількох причин: «Ми знали, що це одна з наших найулюбленіших ігор із попередніх “Шерлоків”. Це дуже добре працює як спосіб для нас легко продовжити нашу арку молодого Шерлока в цікавий спосіб. І нам потрібно було вибрати гру з уже встановленою структурою, функціями та історією, щоб полегшити роботу команди у цей непростий для нас час». У тому ж інтерв'ю він зазначив, що «російське вторгнення сталося в той момент, коли ми були на ранніх стадіях розробки наступної гри. Ситуація та початковий стан проєкту зробили майже неможливим продовження роботи над ним, тому студії довелося повністю призупинити роботу».
Тож 19 травня 2022 року розробники оприлюднили тизер-арт нового неанонсованого на той час проєкту і проінформували спільноту про те, що навіть під час російського вторгнення в Україну студія працює над проєктом під кодовою назвою «Паляниця». І вже 28 липня 2022 року студія анонсувала Sherlock Holmes: The Awakened — повноцінний ремейк та переосмислення своєї однойменної гри 2007 року. Розробники повідомили, що ремейк створюватиметься на Unreal Engine 4, гра отримає покращену графіку, а також нові анімації, катсцени, оновлений інтерфейс і озвучку англійською. Зміни торкнуться і сюжету оригінальної гри, оскільки The Awakened мала стати продовженням минулорічного проєкту студії Sherlock Holmes: Chapter One. 4 серпня 2022 року студія випустила 6-хвилинне відео на YouTube, де показала кадри бомбардувань українських міст, розповіла про співробітників, які приєдналися до війська, і про те, як команда продовжує розробляти ігри під час війни, також студія анонсувала майбутню краудфандингову кампанію на Kickstarter. Кошти краудфандингової кампанії були спрямовані на фінальні етапи розробки, передусім на запис озвучення й тестування, бо гра, за планом розробників, повинна була вийти на шести платформах. Старт кампанії 4 серпня 2022 року Frogwares ознаменували релізом нового трейлера гри і відкриттям відповідної сторінки на Kickstarter. Вже через 30 хвилин після запуску було зібрано 30% від необхідної суми, а всю суму в $70 тис було зібрано всього за 6 годин. 3 вересня 2022 року Kickstarter кампанію офіційно закрили з результатом у $250 тис, що перевищило потрібну суму майже в 4 рази.
15 вересня 2022 року гравці отримали можливість передзамовити гру на Steam. У листопаді під час ігрової церемонії нагородження Golden Joystick Awards, Frogwares презентували новий геймплейний трейлер, який демонстрував нові та перероблені ігрові механіки та новий дизайн персонажів. Крім того, розробники скористалися можливістю нагадати всім глядачам церемонії про війну в Україні, присвятивши його усім, хто віддав своє життя під час рашистської навали. 3 лютого 2023 року у рамках фестивалю новинок Steam Next Fest стала доступна безплатна демо-версія гри, ця акція продовжувалася до 13 лютого, дозволяючи гравцям ознайомитися з невеличким фрагментом одного з перших розділів гри. А вже 16 лютого студія повідомила про затримку релізу гри на кілька тижнів через проблеми зі світлом, які виникли через російські обстріли. Про причини затримки розробники розказали у спеціальному відео, де також показали нові кадри ігрового процесу. У березні було оголошено офіційну дату релізу, гра вийшла 11 квітня 2023 року на Microsoft Windows, PlayStation 4, PlayStation 5, XboxOne, Xbox Series і Nintendo Switch, а всі гравці, які передзамовили гру, отримали набір тематичних внутрішньоігрових предметів.

## Завантажувальний вміст
У Steam для покупки доступне доповнення до основної відеогри — Набір бічних завдань «Нашептані сни». Це доповнення розблоковує частину додаткових справ, які доповнюють світ гри.
Насамперед завантажувальний вміст відкриває доступ до таких завдань:
- Будинок із привидами
- Інші боги
- Дитячі мрії
- Срібна течія
- Жабки в стінах
- Приречений народ

Зокрема, до доповнення входить набір «Гардероб детектива», який дозволяє гравцеві отримати доступ до наступного одягу для головних героїв:
- Костюм чумного лікаря
- Стильний костюм
- Пурпуровий жилет
- Капелюх фокусника
- Окуляри Фоґеля
- Стильний костюм Ватсона

## Оцінки і відгуки
| Агрегатор  | Оцінка                              |
| ---------- | ----------------------------------- |
| Metacritic | ПК: 68/100 PS5: 76/100 Xbox: 75/100 |

| Видання          | Оцінка |
| ---------------- | ------ |
| IGN              | 5/10   |
| PC Gamer (США)   | 8/10   |
| GameDev DOU      | 7/10   |
| Pure Dead Gaming | 8/10   |
| GameGrin         | 8.5/10 |
| GameReactor      | 6/10   |
| Finger Guns      | 8/10   |

| Видання | Оцінка |
| ------- | ------ |
| ITC     | [ 6 ]  |
| PlayUA  | 81/100 |

За даними агрегатора рецензій Metacritic, версії гри для PlayStation 5 і Xbox Series X отримали «загалом схвальні» відгуки, тоді як версія для ПК отримала «змішані» або «середні» оцінки.
Редакторка Ася Гарбузова з GamedevDou дала грі оцінку 7 з 10. Вона похвалила розробника за якісний сюжет, механіки, «божевілля» головного героя та посилання до «українського контексту», але зазначила, що відеогрі бракує вищого рівня складності та більшої кількості головоломок. Гарбузова вважає, що розробникам вдалося освіжити сюжет старої гри та доповнити його, випустивши непогану гру.
Артем Лисайчук з ITC.ua оцінив гру на 4 з 5, написавши, що проєкт — «цікава пригода сповнена містицизму та жаху, який не піддається опису». На його думку, сильною стороною гри є сюжет, операторська робота, атмосфера та музичний супровід, однак слабкою — механіки, що «ні на що не впливають», репетативність ігрового процесу та відсутність бойових сцен. Артем Лисайчук додав: «якщо закрити очі на те, що це гра українських розробників, то, мабуть, вона заслуговує на оцінку 3,5/5, але з урахуванням умов в яких вона була зроблена у мене не підійметься рука поставити нижче 4/5».
Трістан Оґілві з IGN розкритикував гру, назвавши її «звичайним випадком змарнованого потенціалу» та поставив 5 балів з 10 можливих. Оґілві критикує проєкт за відсутність варіативності, «оптимізацію» механік з попередньої гри, «поверхневість» справ, що розслідує Шерлок.
На думку Роберта Валентайна з PC Gamer, гра є коротким, але «напрочуд захопливим» детективом, який вражає «удвічі більше, бо був зроблений в хаосі війни Росії проти України». Валентайн хвалить гру за атмосферність і «відшліфованість», але зазначає її коротку тривалість. У своїй статті він не забуває та постійно нагадує читачам про умови розробки гри. Йому не сподобалося рішення дати доступ до багатьох побічних завдань через купівлю доповнень — «залишає гіркий присмак у роті» після закінчення сюжету. Роберт Валентайн закінчуючи рецензію, назвав гру «однією з найкращих робіт Frogwares, яку вони коли-небудь робили». Його оцінка гри становить 80 зі 100.
У своїй рецензії для PlayUA Олег Куліков, поставив грі оцінку 81 із 100 і зауважив, що «лицьові анімації тут зірок із неба не хапають — але завдяки антуражу, освітленню, окремим операторським трюкам і роботі акторів озвучення (тут окремо хочеться похвалити Алекса Джордана, адже його втілення Шерлока тепер уже точно заслуговує згадки поруч із іншими виконавцями цієї ролі) цього просто не помічаєш». На його думку також «ґеймплейно і сюжетно він вийшов слабшим, ніж очікувалося після такої зав'язки… зате як же він круто виглядає і звучить».
За словами Артури Давн із GameGrin: «Для гри, створеної за один рік, обсяг, довжина та складність Sherlock Holmes: The Awakened не тільки пристойні, але й гідні захоплення. Незважаючи на те, що ця гра набагато простіша з точки зору складності, ніж Sherlock Holmes Chapter One, це гарна можливість, якщо ви хочете більше насолоджуватися приємними механіками, представленими в першому ремейку».
Цитуючи Шона Девіса із Finger Guns: «Гра чудово виглядає і непогано відшліфована та має високоякісну озвучку. Її цілеспрямований наратив заглиблюється в психіку Шерлока, досліджуючи двосічний меч, який походить від його нав'язливої потреби правди, навіть перед лицем незбагненного. У той же час гра робить Джона Ватсона не просто очевидцем подій, які відбуваються з Шерлоком, а невід'ємною частиною пригоди. Це неймовірно, що вдалося створити українським розробникам у напевно складних умовах розробки. Приємно бачити, що гра продовжує розвиватися, незважаючи на неймовірні труднощі, з якими зіткнулися Frogwares протягом останніх кількох років».

### Нагороди
Гра отримала нагороду The Central & Eastern European Game Awards 2023 в номінації «Найкраща оповідь».